# 松澤昭
松澤 昭（まつざわ あきら、1925年3月6日- 2010年8月13日）は、東京出身の俳人。東京府滝野川町（現北区）生。父は「雲母」同人の松澤鍬江。少年時代より萩原朔太郎、三好達治に憧れて詩作を試み、また10代の頃より松澤家の常連来客である松村蒼石らを知り俳句に興味を持つ。1944年、学徒動員時代に句作を開始。1946年、法政大学経済学部を卒業。この年に飯田蛇笏に会い師事する。1953年、「雲母」同人。1956年より現代俳句協会会員。1961年、石原八束、文挾夫佐恵、柴田白葉女らとともに「秋」を創刊。主宰を務める。1962年、「秋」主宰を辞し、1964年「四季」を創刊・主宰。2000年、現代俳句協会会長に就任。2006年、同特別顧問に就任。2008年、第8回現代俳句大賞を受賞。代表句に「凩や馬現れて海の上」などがある。有季定型を守りつつ、写生を超えて心象風景を描きだす「心象造型」を唱えた。2010年8月13日死去、85歳。

## 著書
句集
- 『神立（かむだつ）』
- 『安曇』
- 『父ら』
- 『山處（さんしょ）』
- 『宅居（たっきょ）』
- 『麓入（ろくにゅう）』
- 『面白（めんぱく）』
- 『乘越（のっこし）』
- 『飛（ひ）』
- 『麓（れい）』
- 『寥』
- 『松澤昭全句集』

評論・随筆
- 『現代秀句の鑑賞』
- 『現代秀句の評釈』
- 『俳句を思う』
- 『俳風自在』